# Morton Fried
Morton Herbert Fried (* 21. März 1923 in der Bronx, New York City; † 17. Dezember 1986 in Leonia, New Jersey) war ein US-amerikanischer Ethnologe.

## Leben
Morton Fried besuchte die Townsend Harris High School und das City College of New York. Dort wechselte er sein Hauptfach von Englisch zur Ethnologie. Fried diente im Zweiten Weltkrieg in der Armee, die ihn an der Harvard University zum China-Spezialisten ausbilden ließ. Die Ausbildung beendete Fried im Jahr 1944. Er forschte 1947 und 1948 in der chinesischen Provinz Anwei. Fried erwarb seinen Doktortitel (Ph.D.) an der Columbia im Jahr 1951. Seine Feldforschung publizierte er 1953 unter dem Titel The Fabric of Chinese Society.
Fried unterrichtete in den Jahren von 1950 bis 1953 und von 1957 bis zum Todesjahr 1986 Anthropologie (Ethnologie) an der Columbia University in New York City. In dieser Zeit wurde er 1961 zum Professor ernannt. Fried zählte sich zur linken evolutionistischen Mundial Upheaval Society. Zu dieser Gruppe gehörten auch Marvin Harris, Eric Wolf, Sidney Mintz, Stanley Diamond und Robert F. Murphy. Wichtige Schwerpunkte der Arbeiten von Fried bildeten theoretische Fragen zu soziologischen und politologischen Themen.
Morton Fried war mit Martha Nemes verheiratet. Der Ehe entstammen die beiden Kinder Nancy Eileen Foster, eine Anthropologin, und Elman Steven Fried, ein Schriftsteller und Filmemacher.
Der visuelle Anthropologe Timothy Asch war einer seiner Schüler.

## Veröffentlichungen
Autor
- Fabric of Chinese Society. A Study of the Social Life of a Chinese county Seat. Praeger, New York 1953. Neuausgabe Octagon, New York 1967.
- The Classification of Corporate Unilineal Descent Groups. In: The Journal of the Royal Anthropological Institute, 1957.
- On the Evolution of Social Stratificiation and the State. In: Stanley Diamond (Hg.): Culture in History. Essays in Honor of Paul Radin. Columbia University Press, New York 1960, 
 S. 713–731 ISBN 0374921555
- Warfare, Military Organization and the Evolution of Society. In: Anthropologica, Bd. 3, Nr. 2, 1961, S. 134–147.
- A Four Letter Word that Hurts. In: Saturday Review,  2. Oktober 1965.
- Some Political Aspects of Clanship in a Modern Chinese City. In: Marc J.Schwartz, Victor W. Turner u. Arthur Tuden: Political Anthropology, Transaction. New Brunswick, NJ, 1966.
- The Evolution of Political Society. An Essay in Political Anthropology. (= Random House Studies in Anthropology, AS, Nr. 7). Random House, New York 1967.
- On the Concept of Tribe. In: June Helms (Hg.): Essays on the Problem of Tribe. University of Washington Press, Seattle 1968, S. 3–22.
- The State. The Institution. In: The International Encyclopedia of the Social Sciences. New York 1968, Bd. 15, S. 142–150.
- China. An Anthropological Overview. In: John Meskill (Hg.): An Introduction to Chinese Civilization. New York, S. 341–378.
- The Notion of Tribe. Cummings Pub. Co. Menlo Park, Ca., 1976.
- The State, the Chicken and the Egg. Or, Which Came First? In: Ronald Cohen, Elman R.Service (Hg.): The Origins of the State. The Anthropology of Political Evolution. Philadelphia, S. 35–47.
- A Continent Found, A Universe Lost. In: Stanley Diamond (Hg.): Theory and Practice. Essays Presented to Gene Weltfish. Den Haag 1980, S. 263–284.
- Tribe to State or State to Tribe in Ancient China. In: David N. Keightley, Noel Barnard (Hg.): The Origins of Chinese Civilisation. University of California Press, Berkeley 1983, 
 S. 467–494.
- Reflections on Christianity in China. In: American Ethnologist, Band 14, Nr. 1 (Frontiers of Christian Evangelism), (Februar) 1987, S. 94–106.

Herausgeber
- Readings in Anthropology. 2 Bde., Thomas Y. Crowell, New York 1959. (Digitalisat I, II)
- War. The Anthropology of Armed Conflict and Aggression. Gemeinsam mit Marvin Harris u. Robert Francis Murphy. Garden City, N.Y., published for the American Museum of Natural History [by] the Natural History Press, 1968.
  - Der Krieg. Zur Anthropologie der Aggression und des bewaffneten Konflikts. Fischer, Frankfurt am Main 1971.
- Transitions. Four Rituals in Eight Cultures. Gemeinsam mit Martha Nemes Fried. Norton, New York 1980.